# Vișeu de Sus
Vișeu de Sus là một thị xã thuộc hạt Maramureș, România. Dân số thời điểm năm 2002 là 16887 người.